# Jacques Terlinden
Jacques Terlinden (Schaarbeek, 6 september 1885 - Zemst, 24 juli 1978) was een lid van de Belgische familie Terlinden en doorliep een militaire carrière tot aan de graad van luitenant-generaal.

## Familie
Baron Jacques Joseph Achille Marie Terlinden was de derde van de vier zoons van procureur-generaal Georges Terlinden en van Thérèse Eenens.
Hij was negenendertig toen hij in 1924 trouwde met Germaine Ectors (1894-1970), dochter van Jacques Ectors en Clotilde Van Hoorde en kleindochter van senator Felix Ectors. Ze hadden vier kinderen:
- Thérèse (1925-1929).
- Françoise (1926-1991), x Daniel de Duve (1924-2023), en ze kregen zeven kinderen.
- Baron Maximilien (1927-2016) x Geneviève van der Rest (1935-2002), dochter van Pierre Van der Rest en van Yvonne de Brouwer. Hij was kolonel stafbrevethouder (SBH). Zij kregen zeven kinderen, onder wie:
  - Thérèse Terlinden (1957- ) x Marc Wauters. Zij is medestichter van Les Petits Belges, vereniging voor de integratie van allochtone jongeren.
  - Baron Jacques Terlinden (1958- ) x Anne Jonckheere (1959- ).
  - Étienne Terlinden (1965- ), oblaat cisterciënzer.
  - Didier Terlinden (1965- ), bio-ingenieur in de beschutte werkplaats Hoeve Nos Pilifs
  - Luc Terlinden (1968- ), aartsbisschop van Mechelen-Brussel.
- Michel (1929-2002), x Gwennolée le Gentil de Rosmorduc (1933- ) en ze hadden vier kinderen. Hij was kolonel-piloot, professor aan de Krijgsschool, stichtend voorzitter van de Vrienden van het Luchtvaartmuseum en voorzitter van de Société royale de Philantropie.

## Levensloop
Jacques Terlinden werd soldaat-milicien in het 7de Linie op 10 augustus 1905 en werd de maand daarop opgenomen in de Militaire School. In 1908 werd hij bevorderd tot onderluitenant en legde de eed als beroepsmilitair af. In 1912 bevorderde hij tot luitenant, een graad die hij bekleedde bij het uitbreken van de Eerste Wereldoorlog. Hij nam aan de gevechten deel en werd begiftigd met acht frontstrepen. Tijdens de oorlog stapte hij over van de infanterie naar de artillerie en werd hij opeenvolgend bevorderd tot kapitein (1917) en kapitein-commandant (1918).
In 1924 werd hij tot majoor bevorderd, in 1932 tot luitenant-kolonel en in 1937 tot kolonel. In deze graad vocht hij, aan het hoofd van het Tweede regiment artillerie, tijdens de Achttiendaagse Veldtocht tegen de Duitsers. Hij moest toevallig het gebied verdedigen nabij het familiekasteel Schiplaken en hij gebruikte het als hoofdkwartier. Slechts voor enkele dagen, want zijn regiment moest zich snel terugtrekken. Na deelname aan de Slag bij de Leie volgde de Capitulatie van 28 mei 1940. Terlinden werd krijgsgevangen genomen en verdween achter de tralies van OFLAG IX A-Z bij Rotenburg an der Fulda in Noord-Hessen, samen met 600 Belgische officieren. In juli 1942 werden ze overgebracht naar het kamp Fischbek bij Hamburg, waar ze opgesloten bleven tot in april 1945. Op 8 juni 1945 werd zijn bevrijding en terugkeer in België, opgetekend in de registers van het Belgisch leger.
In erkenning van zijn moedige leiding tijdens de oorlog, werd hij op 15 maart 1947 bevorderd tot generaal-majoor, met terugwerkende kracht tot 26 juni 1941. Op 11 juni 1947 werd hij opnieuw bevorderd, ditmaal tot de hoogste graad van luitenant-generaal. Deze bevorderingen betekenden niet dat hij opnieuw in actieve dienst trad. Na een lang verlof werd hij vanaf 1 januari 1947 naar het reservekader gemuteerd.
Hij bleef verbonden met het domein van Schiplaken. Het grote kasteel werd verkocht en de familie nam zijn intrek in het nabijgelegen ‘’Lindenhof’’, met behoud in eigendom van een groot deel van het Schiplakenbos. In het jaar 1953 bouwde het echtpaar Terlinden-Ectors een Mariakapel in de Beukenlei, op de weg naar het Lindenhof.
Jacques Terlinden genoot gedurende dertig jaar van zijn pensioen en resideerde afwisselend in Schaarbeek en in Schiplaken. Hij was 93 toen hij stierf en werd zoals andere familieleden bij de kerk van Schiplaken begraven.

## Op de Dagorde van het leger
Vermeldingen op de Dagorde van het leger zijn een veelgeprezen erkenning in legerkringen. Deze eer viel bij herhaling Jacques Terlinden te beurt.

### Vermelding op 26 augustus 1915
Terlinden diende zich als vrijwilliger aan om in juli doorgedreven verkenningen uit te voeren in de richting van de door de Duitsers bezette "Drie Grachten".

### Vermelding op 6 april 1918
"Terlinden gedroeg zich schitterend bij het bevel voeren over zijn batterij en als interim-commandant, waarbij hij aantoonde dat hij zich op korte tijd de technische en tactische kennis over de artilleriewapens had eigengemaakt. Door een hoog idee van zijn plichten, zijn methodische geest, zijn moed, zijn beslistheid en zijn toewijding, bewees hij in alle omstandigheden uitstekende diensten."

### Vermelding op 29 oktober 1918
Hier ging het om een vermelding op de Dagorde van het Franse Leger, die als volgt luidde: "Als commandant van een Belgische artilleriebatterij, ter beschikking gesteld van de Franse artillerie, heeft hij een grote activiteit ontplooid en een permanente toewijding betoond in de ondersteuning van de Franse infanterie die zich een weg baande tot aan de Leie." Naast deze Vermelding werd hem het bronzen Franse Oorlogskruis met ster toegekend.

### Vermelding van 28 mei 1940
Op de dag dat de wapens werden neergelegd, schreef luitenant-generaal Auguste Colpin (1877-1960), bevelhebber van de Tweede Infanteriedivisie: "Kolonel Terlinden heeft een onvermoeibare moed aan de dag gelegd, een complete zelfverloochening betoond en uitzonderlijke kwaliteiten bij het leiden van manoeuvres. Hij heeft zijn regiment heelhuids doen terugtrekken van Luik tot in West-Vlaanderen, tijdens nachtmarsen en onder vijandige luchtbombardementen. Door de maatregelen die hij nam bleven de verliezen tot een minimum beperkt. Na elke verplaatsing werd de artillerie weer tijdig en in goede positie opgesteld en wel op zo'n manier dat alle eenheden aan de gevechten konden deelnemen, zonder te worden ontdekt of gebombardeerd door de vijand. Hij is echt de ziel geweest van zijn mooie regiment."

## Bron
- Legermuseum, Militair Archief, Stamboek Jacques Terlinden.

## Onderscheidingen
Jacques Terlinden werd uiteraard begunstigd met tal van eretekens en onderscheidingen:
- België:
  - Vier vermeldingen op de Dagorde van het Leger
  - Acht frontstrepen
  - grootofficier in de Leopoldsorde
  - grootofficier in de Kroonorde
  - officier in de Orde van Leopold II, met zwaarden
  - Oorlogskruis
  - Verheffing tot baron, overdraagbaar bij mannelijke eerstgeboorte (1925)
- Vaticaanstad: grootkruis in de Orde van Pius IX
- commandeur in de Orde van de Kroon van Roemenië
- Frankrijk: Oorlogskruis

## Voetnoten
1. ↑   Legermuseum, Ministerie van Defensie, Distinctions honorifiques, titres de guerre, Jacques Terlinden.